# 新府能トンネル
| 国道438号標識 | 国道439号標識 |

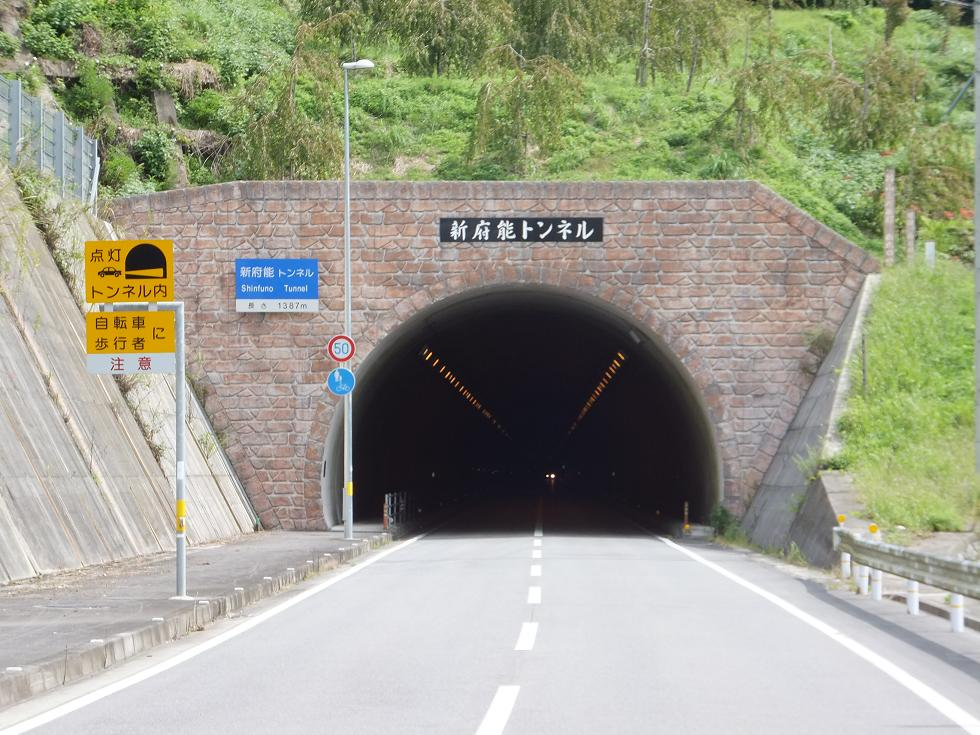
神山町側

新府能トンネル（しんふのうトンネル）は、徳島県名東郡佐那河内村と名西郡神山町を結ぶ国道438号府能バイパスのトンネルである。

## 概要
掘削には新オーストリアトンネル工法を採用し、佐那河内側の一部では環境に配慮して機械掘削で、その他は発破掘削で起点から終点側に向かって施工された。

## 諸元
- 全長：1,387m
- 幅員：9.25m（車道6.0m）
- 高さ：4.7m
- 所在地
  - 起点側：徳島県名東郡佐那河内村府能
  - 終点側：徳島県名西郡神山町鬼籠野
- 施工：鹿島建設・フジタ・北岡組JV

## 歴史
- 2004年（平成16年）3月25日 - 工事開始
- 2007年（平成19年）12月26日 - 一般供用開始